# Tracey McClureová
Tracey McClureová je americká novinářka a zakládající předsedkyně sdružení Donne in Vaticano, prvního ženského sdružení ve Vatikánu.
McClureová se narodila ve Spojených státech a vyrostla v oblasti Washingtonu, D.C. Navštěvovala Smith College v Massachusetts. Po studiích v Římě se tam natrvalo přestěhovala a začala pracovat jako novinářka. Více než 20 let pracovala jako producentka, hlasatelka a reportérka ve Vatikánském rozhlasu, oficiální vysílací službě Vatikánu. Pracovala také pro anglickou verzi polooficiálních vatikánských novin L'Osservatore Romano a pro Dikasterium městského státu pro komunikaci.
Spoluvytvářela rozhlasový projekt „The Church’s Hidden Women“, který vypráví příběhy žen v římskokatolické církvi.
V roce 2016 McClureová spoluzaložila Donne in Vaticano („Ženy ve Vatikánu“), první ženskou organizaci ve Vatikánu, státu kde dominují muži. Organizace zpočátku čelila odporu, i ze strany ostatních vatikánských žen, nicméně po čtyřech letech se projekt podařilo rozběhnout. Donne in Vaticano má za cíl sloužit jako „síť solidarity“ pro ženy pracující ve Vatikánu. Kromě toho, že je spoluzakladatelkou organizace, slouží jako její první předsedkyně.